# Bakkenist (motorsport)

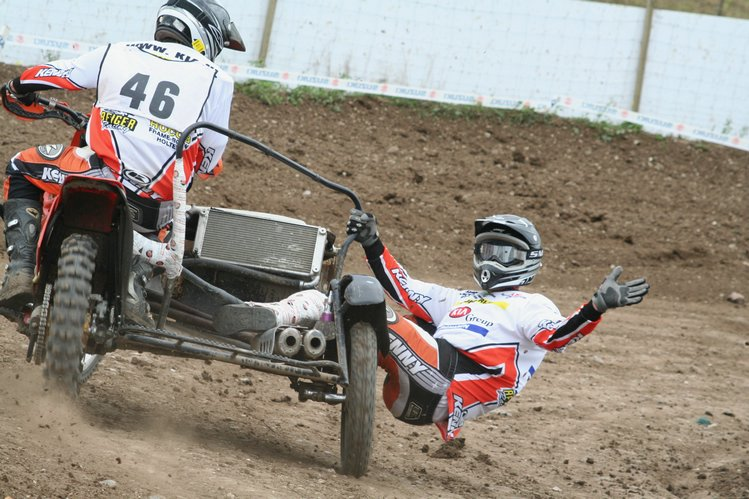
Een bakkenist tijdens een motocross-wedstrijd.

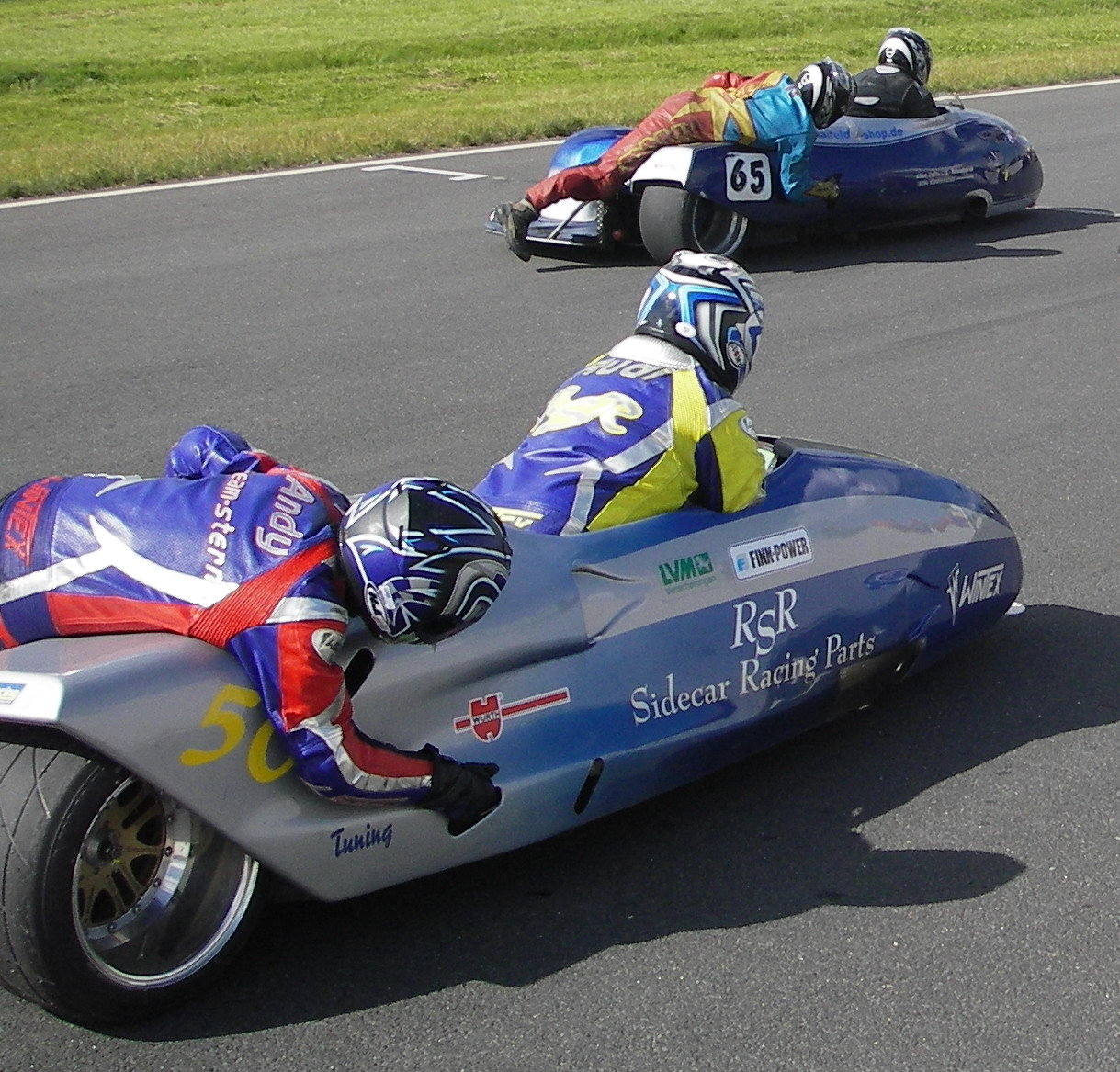
De bakkenist is er niet alleen om het zijspan aan de grond te houden. Tijdens de start moet hij druk op het achterwiel zetten om meer grip te creëren.

Een bakkenist is de bijrijder bij motorrace-wedstrijden met zijspan. De bakkenist wordt ook wel side kick of gekscherend monkey genoemd. 
De bakkenist is geen passieve passagier, want zowel bij zijspan-wegrace als zijspancross en zijspan-speedway moet de bakkenist hard werken om de combinatie op de baan te houden. Het zijspangedeelte is veel lichter dan de eigenlijke motorfiets, waardoor dit in bochten de neiging heeft van de grond te komen (bij links gemonteerde zijspannen in rechter-bochten, bij rechts gemonteerde in linker-bochten). Daarom gaat de bakkenist in deze bochten uit het zijspan hangen (vandaar de benaming "monkey", aap) om de boel bij de grond te houden. Bij zijspan-motorcross zorgt de bakkenist ook voor balans tijdens het "springen".